# 7744 (tal)
7744 är det naturliga talet som följer 7743 och som följs av 7745.

## Inom matematiken
- 7744 är ett jämnt tal.
- 7744 är ett Harshadtal.
- 7744 är det fjärde 1292-gontalet.
- 7744 är kvadraten av 88.
- 7744 är den minsta nollskilda kvadraten vardera vars siffror förekommer exakt två gånger.[1]
- 7744 är summan av två femte potenser: 7744 = 65 + (−2)5.[2]